# (31779) 1999 JO129
1999 JO129 (asteroide 31779) é um asteroide da cintura principal. Possui uma excentricidade de 0.17789860 e uma inclinação de 11.90275º.
Este asteroide foi descoberto no dia 12 de maio de 1999 por LINEAR em Socorro.